# Daniel Salvador
Daniel Marcelo Salvador (San Fernando, provincia de Buenos Aires, 31 de octubre de 1951) es abogado, exsecretario de la CONADEP y político argentino. Fue vicegobernador de la provincia de Buenos Aires por la UCR en el frente Cambiemos junto a María Eugenia Vidal, entre el 10 de diciembre de 2015 y el 10 de diciembre de 2019. Desempeñó funciones legislativas como Diputado Nacional, como Senador Provincial y como Diputado Provincial, llegando a ejercer la Presidencia de Bloque de Diputados de la UCR en este último caso.

## Biografía
Nació en San Fernando el 31 de octubre de 1951.

## Actividad política
Inició su militancia política en la Unión Cívica Radical. A los 22 años, ejerció su primer cargo partidario como Secretario Político del Comité de la UCR de San Fernando.
Durante la gestión de Alfonsín también desempeñó funciones dentro del Ministerio del Interior.
En 1989 fue elegido Diputado Nacional, cargo ejercido hasta 1993. Allí fue integrante de la Comisión de Juicio Político y Secretario de la Comisión de Justicia de la Cámara de Diputados de la Nación Argentina. En 1995 asume como diputado Provincial de la Cámara de Diputados de la Provincia de Buenos Aires, donde ejerce el cargo de Presidente de Bloque de la UCR. En 1999 fue candidato a intendente de San Fernando por la Alianza.
Como miembro de la UCR también ha ocupado diversos cargos partidarios. Fue presidente del Comité de San Fernando, Vicepresidente del Comité de la provincia de Buenos Aires (2003-2005).

### Comité Provincial de Buenos Aires

#### Presidente del Comité de la provincia de Buenos Aires (2008-2010)
Fue presidente del Comité de la provincia de Buenos Aires (2008-2010) aliándose al Acuerdo Cívico y Social junto al GEN, al Partido Socialista (PS) y la Coalición Cívica.
2008-2010
- Presidente: Daniel Salvador

#### Interna a Presidente UCR bonaerense fallida 2014
En septiembre de 2014 intentó buscar nuevamente la presidencia del radicalismo bonaerense pero perdió ante Ricardo Alfonsín logrando el 40,99% de los votos contra el 59,01% de Alfonsín.la lista 2015 de Salvador fue apoyado por el Modeso de Leopoldo Moreau y la CON fundada por Federico Storani, grupos de la Juventud y “renovadores” referenciados con Panella.
-Lista 2015: 
- Presidente: Daniel Salvador.
- Vicepresidente: Nora Arbio.
- Secretario General: Santiago Nino
- Tesorero: Luis Helfenstein
- Delegados al Comité Nacional: 1) Sergio Emilio Panella. 2) María Luisa Storani.

-Lista 27: 
- Presidente: Ricardo Alfonsín.
- Vicepresidente: Héctor Luis Baldo.
- Secretario General: Ricardo Sánchez
- Tesorera: Graciela San Martín
- Delegados al Comité Nacional: 1) Juan Manuel Casella. 2) Juan Pedro Tunessi.

#### Presidente del Comité de la provincia de Buenos Aires (2016-actualidad)
El 21 de noviembre de 2016, Salvador vuelve a ser presidente de la UCR bonaerense por segunda vez para el periodo 2016-2018 con Carlos Fernández como vicepresidente; el diputado Maximiliano Abad como secretario general; y la diputada Sandra Paris como tesorera la integración del comité provincial fue producto de un acuerdo entre tres sectores internos y nuevamente fue elegido en 2018 por lograr lista de unidad con Carlos Fernández nuevamente como vicepresidente, y asumió Pablo Domenichini, actual Director Nacional de Desarrollo Universitario y Voluntariado, como secretario general y la diputada provincial Sandra París como tesorera general. Salvador ha sido siempre un firme defensor del acuerdo entre la UCR y el PRO y sostiene que su partido debe ayudar al gobierno provincial aportando ideas y propuestas y no reclamando cargos.
2016-2018
- Presidente: Daniel Salvador
- Vicepresidente: Carlos Fernández
- Secretario General: Maxi Abad
- Tesorera: Sandra París

2018-actualidad
- Presidente: Daniel Salvador
- Vicepresidente: Carlos Fernández
- Secretario General: Pablo Domenichini
- Tesorera: Sandra París

### Vicegobernador de Buenos Aires (2015-2019)
Fue vicegobernador de la Provincia de Buenos Aires, acompañando en la fórmula a María Eugenia Vidal por el espacio Cambiemos. En las elecciones primarias del 9 de agosto de 2015 la fórmula Vidal-Salvador resultó ser la más votada. Nuevamente resultaron triunfantes pero esta vez en las elecciones generales logrando el 39,42% de los votos.
En 2019 buscó ser reelecto como vicegobernador pero esta vez la formula Vidal-Salvador perdió las Elecciones provinciales de Buenos Aires de 2019 contra la formula Kicillof-Magario logrando el 34,54% en las primarias y el 38,28% en las generales.

#### Presidente del Comité de la provincia de Buenos Aires (2016-actualidad)
El 21 de noviembre de 2016, Salvador vuelve a ser presidente de la UCR bonaerense por segunda vez para el periodo 2016-2018 con Carlos Fernández como vicepresidente; el diputado Maximiliano Abad como secretario general; y la diputada Sandra Paris como tesorera la integración del comité provincial nuevamente fue elegido en 2018 d con Carlos Fernández nuevamente como vicepresidente, y asumió Pablo Domenichini, actual Director Nacional de Desarrollo Universitario y Voluntariado, como secretario general y la diputada provincial Sandra París como tesorera general.

## Críticas y denuncias
En 2017 comenzó una denuncia por un contrato que involucraba a Daniel Salvador, cuando una joven de Azul recurrió a la Justicia al corroborar que se le impedía percibir la AUH por tener un contrato de 50 mil pesos en el Senado, que, se descubrió más tarde, pertenecía a su hermana, que nunca trabajó en La Plata. Finalmente la dirección de Personal del Senado confirmó el dato: el contrato existía y, en efecto, estaba a nombre de su hermana melliza, Ayelén,a pesar de que la titular no estaba enterada de dicha designación. Mientras avanzaba la investigación por supuesta corrupción en el Senado de la Provincia de Buenos Aires, medios provinciales se hicieron eco de la denuncia que involucran al Vicegobernador Daniel Salvador. Tras meses de investigaciones se descubrió que el contrato de planta temporaria de bloque llevaba la firma de Salvador.
También se denunció que su mano derecha gracias a los vínculos con el vicegobernador ubicó a varios familiares en la estructura del Estado. Además según se denunció su mano derecha Luis Blanco que maneja el partido radical local Junto con el vicegobernador colocaron a presión a uno de sus hijos, Leandro Blanco; que no vive en Chivilcoy, ni en la cuarta sección electoral, como senador provincial, sin que hubiese ningún tipo de elección o votación para seleccionar a este candidato; mientras que el hijo de uno testaferro de la familia Blanco Bastian Dario Cuil fue nombrado vía decreto en un puesto en la cámara de senadores bonaerense.

### Escándalo de aportes en la campaña de 2015
En 2018 el periodista Juan Amorín reveló la trama mediante la cual Cambiemos utilizó el nombre de beneficiarios sociales para blanquear dinero en la campaña de las elecciones legislativas de 2017, en dicha investigación se reveló que aparecía cientos de aportantes "truchos" de extrema pobreza aportando miles de pesos a la campaña de Esteban Bullrich y Graciela Ocaña, a pesar de que ninguno de los aportantes sabía que habían aportado para la campaña. Días después trascendieron casos similares de personas que figuraban como aportantes de decena de miles de pesos a la campaña de María Eugenia Vidal y Daniel Salvador sin conocimiento de ellos, entre ellos el caso de Jorge Más que figuraba aportando 50.000 a la campaña de vidal 2015, sin saberlo. El damnificado afirmó que descubrió la maniobra en 2016, a raíz de un trabajo que estaba haciendo un joven que buscaba sus datos personales, descubrió que aparece como un aportante de Cambiemos junto a un grupo de personas de Pehuajó, incluyéndome”, explicó además que : "Aquí tomaron los datos que presentamos para ser autorizados por la Justicia electoral para confeccionar las boletas y nos hicieron figurar como aportantes. A mí me pusieron 50 mil pesos, y esos aportes fueron realizados en una sucursal del Congreso, acá había gente de Pehuajó y también de Henderson, que al consultar me dijeron que no habían aportado esas suma". La causa a cargo de la jueza Servini de Crubia se encuentra paralizada dese 2016.

## Historia Electoral

### Elecciones Legislativas (Dip.Nac) 1989
| Provincia de Buenos Aires 35 Diputados | Provincia de Buenos Aires 35 Diputados | Provincia de Buenos Aires 35 Diputados | Provincia de Buenos Aires 35 Diputados | Provincia de Buenos Aires 35 Diputados | Provincia de Buenos Aires 35 Diputados | Provincia de Buenos Aires 35 Diputados |
| Partido/Alianza                        | Partido/Alianza | Partido/Alianza | Votos                                  | %                                      | Bancas                                 | Electos |
| -------------------------------------- | --- | --- | -------------------------------------- | -------------------------------------- | -------------------------------------- | --- |
|                                        | Frente Justicialista de Unidad Popular | Frente Justicialista de Unidad Popular | 3.042.080                              | 48,37                                  | 19/35                                  | Ver electos: - Juan Alberto Maggi - Oscar Alende - Oscar Alberto Blanco - Osvaldo Borda - Luis Brunati - Juan Pablo Cafiero - Dante Alberto Camaño - Graciela Camaño - Luis María Echevarría - Roberto Carlos Fernández - Roberto Enrique Fernández - Moisés Fontela - Pedro Alberto García - Héctor Ángel Gatti - Santos Abel Hernández - Alberto Pierri - Manuel Julio Samid - Evelio Argentino Zaracho - Juan Bruno Tavano |
|                                        | Unión Cívica Radical | Unión Cívica Radical | 1.655.591                              | 26,32                                  | 10/35                                  | Ver electos: Ángel Marcelo Bassani Juan Pablo Baylac Victorio Osvaldo Bisciotti Juan José Cavallari Víctor Amador De Martino Evaristo Constantino Iglesias Juan Manuel Moure Carlos Raimundi Daniel Salvador Juan Ernesto Figueras [ b ] |
|                                        | Alianza de Centro Ver partidos de la alianza: - Unión del Centro Democrático - Partido Demócrata Progresista - Unión Conservadora - Partido Conservador Autonomista | Alianza de Centro Ver partidos de la alianza: - Unión del Centro Democrático - Partido Demócrata Progresista - Unión Conservadora - Partido Conservador Autonomista | 630.163                                | 10,02                                  | 4/35                                   | - Jorge Aguado - Federico Clérici - Ignacio Santiago García Cuerva - Federico Zamora |
|                                        | Izquierda Unida | Izquierda Unida | 305.711                                | 4,86                                   | 1/35                                   | - Luis Zamora |
|                                        | Partido Blanco de los Jubilados | Partido Blanco de los Jubilados | 269.846                                | 4,29                                   | 1/35                                   | - Juan Carlos Sabio |
|                                        | Confederación Federalista Independiente | Confederación Federalista Independiente | 190.445                                | 3,03                                   |                                        | |
|                                        | Unidad Socialista | Unidad Socialista | 151.845                                | 2,41                                   |                                        | |
|                                        | Partido Obrero | Partido Obrero | 20.381                                 | 0,32                                   |                                        | |
|                                        | Frente Humanista - Verde | Frente Humanista - Verde | 14.668                                 | 0,23                                   |                                        | |
|                                        | Partido de la Independencia | Partido de la Independencia | 4.749                                  | 0,08                                   |                                        | |
|                                        | Acción Popular | Acción Popular | 3.628                                  | 0,06                                   |                                        | |
| Votos positivos                        | Votos positivos | Votos positivos | 6.289.107                              | 97,78                                  |                                        | |
| Votos en blanco                        | Votos en blanco | Votos en blanco | 109.120                                | 1,70                                   |                                        | |
| Votos nulos                            | Votos nulos | Votos nulos | 32.830                                 | 0,51                                   |                                        | |
| Diferencia de actas                    | Diferencia de actas | Diferencia de actas | 591                                    | 0,01                                   |                                        | |
| Participación                          | Participación | Participación | 6.431.648                              | 87,07                                  |                                        | |
| Electores registrados                  | Electores registrados | Electores registrados | 7.387.108                              | 100                                    |                                        | |

### Elecciones Diputado Provincial de Buenos Aires 1995
| 1º Sección Electoral 15 Diputados | 1º Sección Electoral 15 Diputados             | 1º Sección Electoral 15 Diputados | 1º Sección Electoral 15 Diputados | 1º Sección Electoral 15 Diputados |
| Partido/Alianza                   | Partido/Alianza                               | Votos                             | %                                 | Bancas                            |
| --------------------------------- | --------------------------------------------- | --------------------------------- | --------------------------------- | --------------------------------- |
|                                   | Frente Justicialista Federal                  | 1.136.275                         | 53,73                             | 8/15                              |
|                                   | Frente País Solidario                         | 491.345                           | 23,23                             | 4/15                              |
|                                   | Unión Cívica Radical                          | 344.739                           | 16,30                             | 3/15                              |
|                                   | Movimiento por la Dignidad y la Independencia | 62.930                            | 2,98                              |                                   |
|                                   | Unión del Centro Democrático                  | 19.800                            | 0,94                              |                                   |
|                                   | Partido Comunista                             | 11.481                            | 0,54                              |                                   |
|                                   | Movimiento Socialista de los Trabajadores     | 10.298                            | 0,49                              |                                   |
|                                   | Partido Socialista Auténtico                  | 8.613                             | 0,41                              |                                   |
|                                   | Partido Demócrata Progresista                 | 5.855                             | 0,28                              |                                   |
|                                   | Partido Solidaridad                           | 5.366                             | 0,25                              |                                   |
|                                   | Partido Humanista                             | 5.062                             | 0,24                              |                                   |
|                                   | Movimiento Azul y Blanco                      | 4.014                             | 0,19                              |                                   |
|                                   | Partido Laborista                             | 3.590                             | 0,17                              |                                   |
|                                   | Corriente Patria Libre                        | 3.250                             | 0,15                              |                                   |
|                                   | Movimiento Cristiano Independiente            | 1.348                             | 0,06                              |                                   |
|                                   | Partido Federal                               | 957                               | 0,05                              |                                   |
| Votos positivos                   | Votos positivos                               | 2.114.923                         | 91,53                             |                                   |
| Votos en blanco                   | Votos en blanco                               | 184.838                           | 8,00                              |                                   |
| Votos nulos                       | Votos nulos                                   | 10.910                            | 0,47                              |                                   |
| Total                             | Total                                         | 2.310.671                         | 100                               |                                   |

### Elecciones interna Presidente UCR Provincia de Buenos Aires 2014[18]
|  | 59,99 % |

|  | 40,01 % |

### Elecciones Gobernador y Vicegobernador de Buenos Aires 2015
|  | 39,42 % |

|  | 35,28 % |

|  | 19,26 % |

|  | 3,69 % |

|  | 2,35 % |

|  | 91,54 % |

|  | 7,92 % |

|  | 0,55 % |

|  | 100,00 % |

|  | 80,48 % |

### Elecciones Gobernador y Vicegobernador de Buenos Aires 2019
| Axel Kicillof           | Verónica Magario         |                       | Frente de Todos                                | 5.274.511  | 52,40 |
| María Eugenia Vidal     | Daniel Salvador          |                       | Juntos por el Cambio                           | 3.852.624  | 38,28 |
| Eduardo Bucca           | Miguel Saredi            |                       | Consenso Federal                               | 513.850    | 5,11  |
| Christian Castillo      | Mercedes Trimarchi       |                       | Frente de Izquierda y de Trabajadores - Unidad | 282.830    | 2,81  |
| Gustavo Ricardo Álvarez | Sandra María Dell'Aquila |                       | Frente NOS                                     | 141.249    | 1,40  |
| Votos afirmativos       | Votos afirmativos        | Votos afirmativos     | Votos afirmativos                              | 10.065.064 | 95,42 |
| Votos en blanco         | Votos en blanco          | Votos en blanco       | Votos en blanco                                | 419.092    | 3,97  |
| Votos anulados          | Votos anulados           | Votos anulados        | Votos anulados                                 | 64.237     | 0,61  |
| Participación           | Participación            | Participación         | Participación                                  | 10.548.393 | 80,00 |
| Electores registrados   | Electores registrados    | Electores registrados | Electores registrados                          | 13.185.036 | 100   |
| Fuente:                 |                          |                       |                                                |            |       |